# لو یوانیانگ
لو یوانیانگ (به انگلیسی: Lü Yuanyang) ژیمناست زادهٔ ۲۲ ژوئن ۱۹۸۳ میلادی اهل کشور چین است.